# Reprezentacja Związku Radzieckiego U-20 w piłce nożnej mężczyzn
Reprezentacja Związku Radzieckiego U-20 w piłce nożnej – młodzieżowa reprezentacja Związku Radzieckiego sterowana przez Związek Piłki Nożnej ZSRR. Jej największym sukcesem jest mistrzostwo świata młodzieży w 1977 roku. Reprezentacja była powoływana tylko na Mistrzostwa świata U-20, a o kwalifikację do nich walczyła U-18 na Mistrzostwach Europy U-18.

## Sukcesy
- Mistrzostwa świata U-20:
  - mistrz (1x): 1977
  - wicemistrz (1x): 1979
  - 3 miejsce (1x): 1991

## Występy w MŚ U-20
- 1977: Mistrz
- 1979: Wicemistrzostwo
- 1981: Nie zakwalifikowała się
- 1983: Faza grupowa - 4 miejsce
- 1985: 4 miejsce
- 1987: Nie zakwalifikowała się
- 1989: Ćwierćfinał
- 1991: 3 miejsce